# Fort Ingall

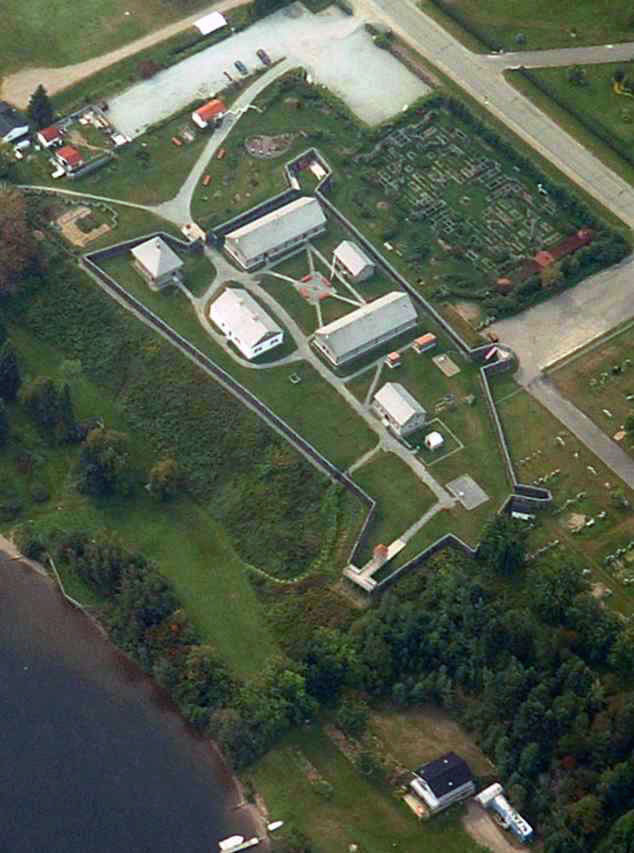
Luftbild von Fort Ingall am Lac Témiscouata.

Fort Ingall war ein befestigter Militärposten am Westufer des Lac Témiscouata beim heutigen Ort Cabano in der kanadischen Provinz Québec. Das Fort wurde 1839 errichtet und sollte im Aroostook-Krieg (1838/39), einem britisch-amerikanischen Grenzkonflikt, einen wichtigen Transportweg zwischen dem Lac Témiscouata und dem Sankt-Lorenz-Strom (Grand Portage) kontrollieren.

## Das Fort
Das Fort umfasste 13 Gebäude, darunter drei Schlafräume für insgesamt 100 Soldaten, ein Offiziersquartier, eine Küche, eine Bäckerei, ein Bootshaus, eine Munitionskammer und drei Latrinen. Es bestand aus übereinander gelegten Zedern- und Kiefernstämmen, die mit Kalkmörtel verschmiert waren. Die Dächer waren mit rotbemalten hölzernen Schindeln bedeckt. Das Fort umgaben 4 m hohe Palisaden, die innen mit einem Laufgang und zahlreichen Schießscharten sowie zwei Kanonen zur Verteidigung versehen waren.

## Geschichte

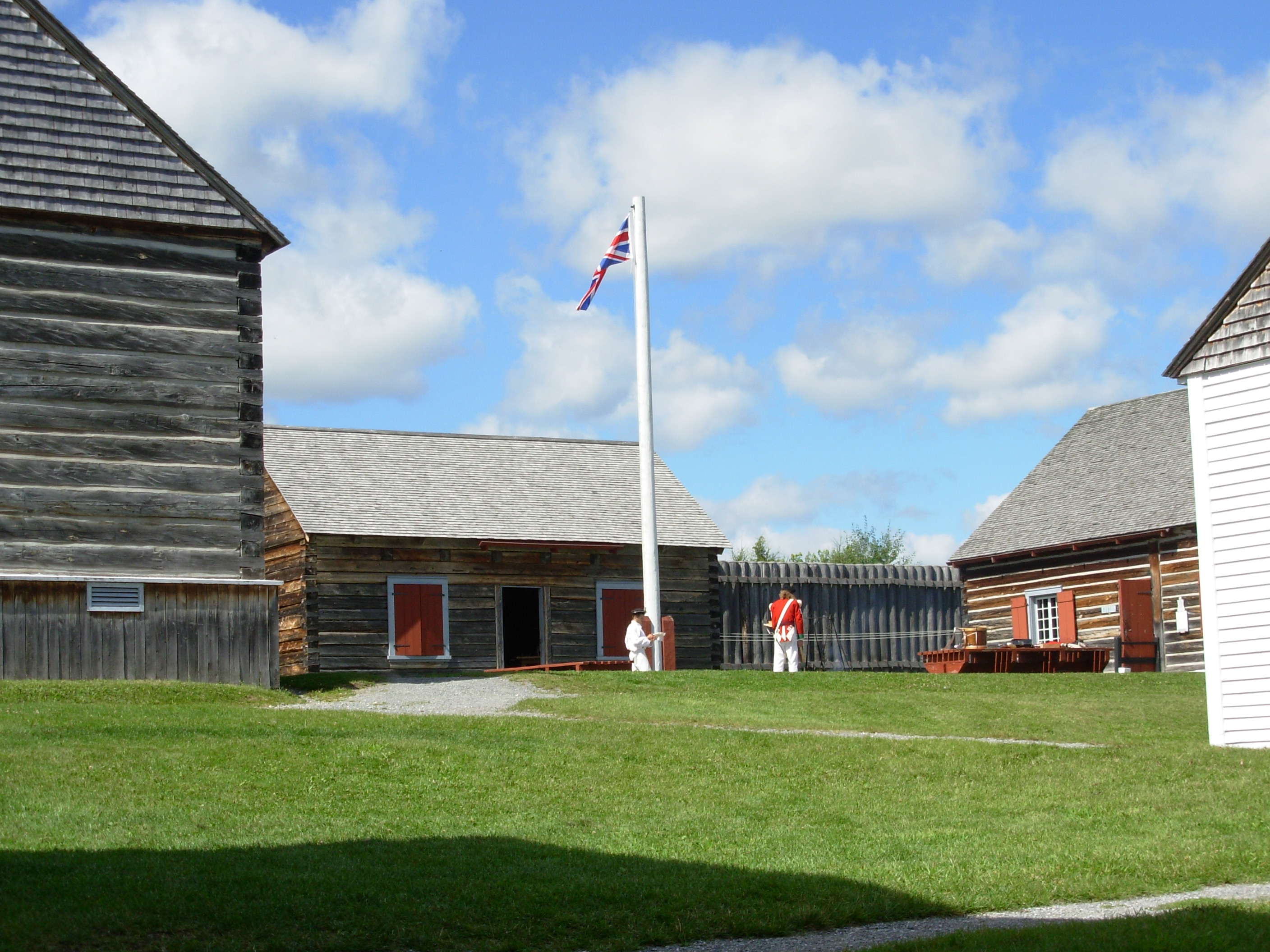
Fort Ingall

Im Vertrag von Paris, der 1783 den Amerikanischen Unabhängigkeitskrieg beendete, wurde die Grenze zwischen Kanada und den USA nicht überall eindeutig festgelegt. Besonders die Grenzlinie zwischen dem heutigen US-Bundesstaat Maine und der kanadischen Provinz New Brunswick war umstritten. Es war ein waldreiches Gebiet und häufig gab es Streit über die Nutzung des Holzes. Der Konflikt eskalierte 1838, als in Maine 10.000 Miliztruppen mobilisiert wurden. Die Briten errichteten daraufhin 1839 im Grenzgebiet eine Reihe von Forts, Grand Sault und Petit Sault (Edmundston) in New Brunswick und Fort Degele und Fort Ingall in Québec, um einer möglichen amerikanischen Invasion zu begegnen. Der wichtigste Posten war Fort Ingall am Ufer des Lac Témiscouata, der die Témiscouata-Portage blockieren sollte. Diese Straße verband den Lac Témiscouata mit dem Sankt-Lorenz-Strom.
Der Konflikt wurde schließlich 1842 mit dem Webster-Ashburton-Vertrag ohne Blutvergießen beendet und das Fort aufgegeben. Im Jahr 1967 wurde der Standort des Forts wiederentdeckt und die Überreste von Archäologen ausgegraben. Zwischen 1972 und 1978 wurden 8 von 13 Gebäuden der ehemaligen Befestigung rekonstruiert und dienen heute als Museum und historische Anlage.